# Llistes de GfK Entertainment
Les llistes de GfK Entertainment són les llistes oficials de música, vídeo domèstic i videojocs a Alemanya i estan reunides i publicades per GfK Entertainment (abans Media Control i Media Control GfK International), una filial de GfK, en nom de Bundesverband Musikindustrie. GfK Entertainment és el proveïdor de les llistes setmanals dels 100 millors senzills i àlbums, així com diversos altres formats de llistes de gèneres com recopilacions, jazz, música clàssica, schlager, hip hop, dansa, comèdia i vídeos musicals. Després d'una demanda el març de 2014 de Media Control AG, Media Control® GfK International va haver de canviar el seu nom.
La difusió de les llistes la realitzen diversos mitjans de comunicació, alguns dels quals inclouen el canal alemany de música MTV i el lloc web de les llistes suïsses. Altres entitats que presenten les llistes són MusicLoad i Mix 1, ambdues associacions en línia que publiquen gairebé totes les llistes publicades per GfK Entertainment setmanalment. A més, GfK Entertainment també gestiona un lloc web dedicat que ofereix notícies relacionades amb els gràfics i accés a la majoria dels gràfics.

## Història
Les llistes es van publicar per primera vegada a Alemanya Occidental l'any 1959, a la revista Der Musikmarkt (El mercat de la música), que va tenir un paper important en la indústria musical alemanya. Des de 1959, el desig creixent de tenir un programa musical ben desenvolupat va fer que Bundesverband Musikindustrie col·laborés amb els proveïdors de llistes per millorar la manera com es determinen les llistes.
Amb aquesta finalitat, es van provar diferents instituts de recerca, entre els quals es va seleccionar Media Control, amb seu a Baden-Baden. Per tant, els primers gràfics oficials es van publicar a la revista Der Musikmarkt el setembre de 1977.
Inicialment, només s'incloïen les 50 primeres posicions, que més tard, el gener de 1980, es van ampliar a 75. Des de 1989, però, GfK Entertainment ha adaptat els estàndards internacionals proporcionant 100 posicions, ara anomenades "Offizielle Top 100 Charts" [Llista oficial dels 100 primers]. El 2001, les llistes de senzills Top-100 es van modificar per reflectir les vendes dels senzills.
Media Control va desenvolupar "Music Video charts" (Llistes de vídeos musicals) el 2001, que més tard, el 2004, va ser rebatejada com a "DVD charts" (Llistes de DVD). Tot i que els vídeos musicals tenen les seves pròpies llistes separades, l'any 2001, GfK Entertainment va fer possible que els senzills de vídeos musicals poguessin entrar a la llista dels 100 millors. De la mateixa manera, l'any 2002, es va posar a disposició dels àlbums de vídeos musicals per a la llista dels 100 millors àlbums, si l'àlbum de vídeo contenia almenys el 50% de la gravació d'àudio. Si no és així, l'àlbum de DVD només podria classificar-se per a la llista de DVD. De la mateixa manera, si un CD d'àudio conté almenys el 50% d'enregistrament de vídeo, podria classificar-se al gràfic de DVD.
El 2003, Media Control va unir forces amb GfK, per la qual cosa el nom de l'empresa es va canviar oficialment a Media Control GfK International GmbH.
L'any 2004, Alemanya es va convertir en un dels primers mercats musicals en què els gràfics de vendes reflecteixen les descàrregues digitals en línia.
Els llançaments només digitals van començar a existir el 13 de juliol de 2007, només per a les descàrregues en línia, la qual cosa també va alterar la forma en què es feien les xifres de vendes fins a aquest moment. En conseqüència, les posicions dels gràfics ja no es veien afectades pel nombre de descàrregues de música venudes com abans, sinó pel valor de vendes del producte venut. Per tant, els àlbums més venuts no serien necessàriament els que acabin en la posició número u de les llistes.
El març de 2014, GfK va anunciar que el nom del proveïdor oficial de gràfics a Alemanya canviarà de Media Control GfK International GmbH a GfK Entertainment.
Actualment hi ha 3.000 punts de venda que informen de les seves vendes setmanals a Alemanya. Les dades de vendes setmanals es transmeten a GfK Entertainment a través del canal de xarxa de comunicació, PhonoNet.